# China Energy Engineering Corporation

## Загальна інформація
Конгломерат компаній був створений 29 вересня 2011 року за схваленням Державної ради Китаю . Він знаходиться під прямим наглядом Комісії з нагляду та управління державними активами (SASAC). Основні компанії групи включають China Gezhouba Group Corporation (CGGC), China Power Engineering Consulting Group Corporation (CPECC), Electric Power Planning & Engineering Institute (EPPEI), China Energy Equipment Co., Ltd., Інженерний відділ (14 проектних і геодезичні інститути в 14 провінціях, муніципалітетах і автономних областях), а також Департамент будівництва (22 будівельних підприємства в 15 провінціях, муніципалітетах і автономних областях). 
У листопаді 2015 року компанія оголосила про IPO на Гонконгській фондовій біржі . 
Міжнародна діяльність
19 березня 2019 року в КПІ ім. Ігоря Сікорського відбулася зустріч з представниками корпорації CNNC China Zhongyuan Engineering Corp. та  Університету Цінхуа.

## Зовнішін посилання
- China Energy Engineering Corporation Limited (кит.)
- Корпоративний глобальний сайт (англ.)